# Tamou
Tamou est un village et une commune rurale du Niger, du département de Say.

## Géographie
La localité de Tamou est située sur la rive droite du cours d'eau temporaire Diamangou affluent du Niger à 50 km au sud-ouest du chef-lieu départemental Say. La commune de Tamou est frontalière du Burkina Faso au sud et du Bénin au sud-est.
|                       | Say                     | Kirtachi          |
| Ouro Guéladjo         | Tamou                   | Falmey            |
| Botou ( Burkina Faso) | Diapaga ( Burkina Faso) | Karimama ( Bénin) |

## Histoire
La commune rurale instaurée en 2002, est issue du canton de Tamou.

## Population
Lors du recensement général de 2012, la population communale est relevée à 89 782 habitants, dont 1 827 habitants pour la localité chef-lieu. La commune est peuplée par les éthnies Gourmantché et Peul.

## Villages
La commune s'étend sur 112 villages et 121 hameaux.

## Services et infrastructures
La commune abrite les services suivants :
- Collège d’Enseignement Général (CEG) à Tamou.
- Centre de Formation aux Métiers (CFM) à Tamou.
- Centre de Santé Intégré (CSI) à Tamou, Allambaré, Bokki et Dantchandou.

## Économie
La population de Tamou vit principalement de l’agriculture, de l’élevage, de la pêche, de l’extraction de l’or et du commerce.

## Environnement
La réserve totale de faune de Tamou fondée en 1962, s'étend sur 174 000 ha au sud de la commune.
Le Parc national du W du Niger fondé en 1954, s'étend sur 2 190 km2 aux frontières du Bénin et du Burkina Faso.